# Paris Reidhead
Paris Reidhead (30. května 1919, Minnesota – 23. března 1992, Virginia) byl americký protestantský misionář, kazatel, spisovatel a aktivista pro kulturní povznesení zemí třetího světa.
V letech 1945–1949 byl na misii ve východní Africe.
Dodnes je populární nahrávka jeho kázání ze 60. let 20. stol. Deset šekelů stříbra a šat.